# Queen's Hall

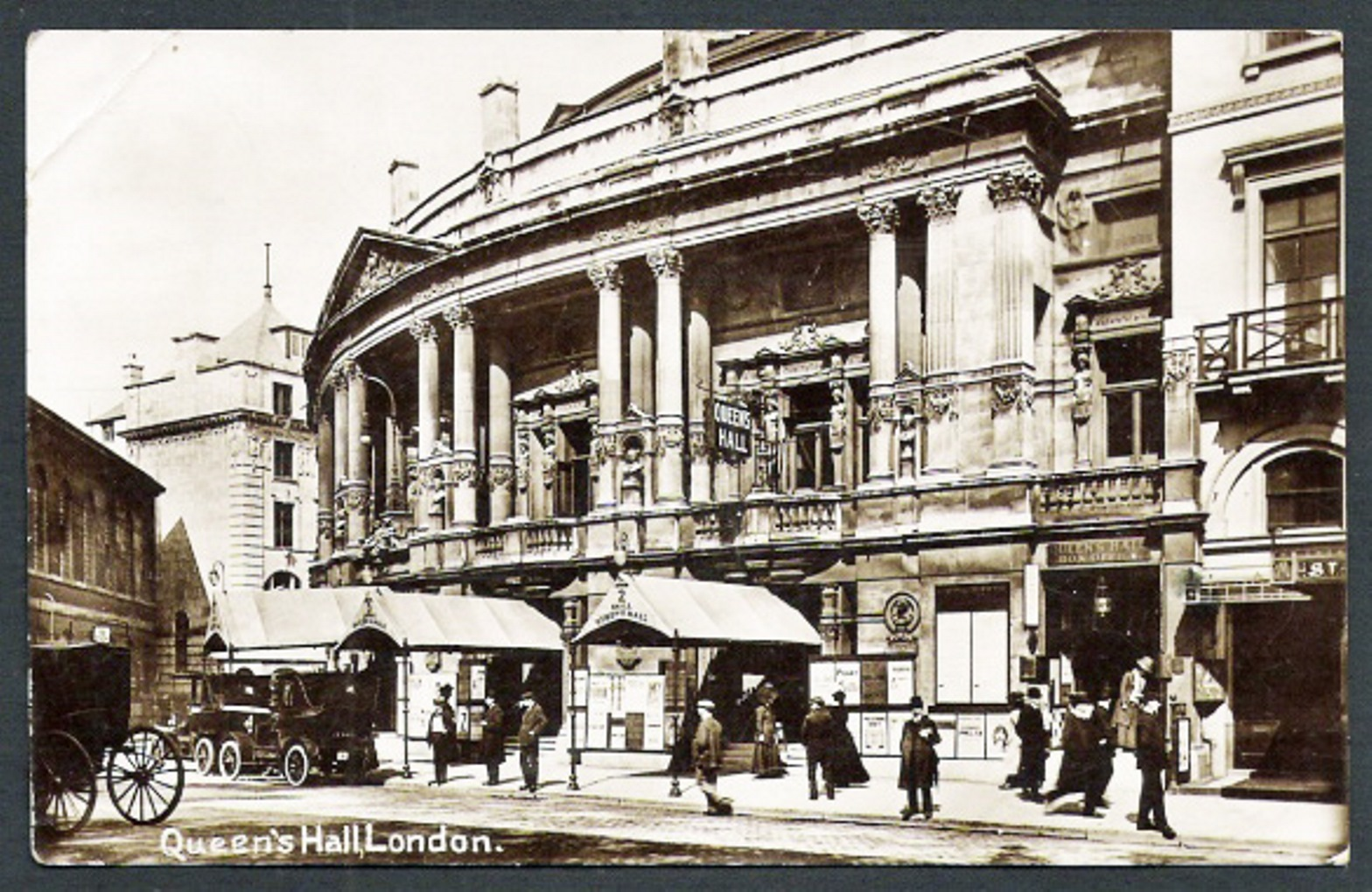
Cartolina del 1912 della Queen's Hall, Londra

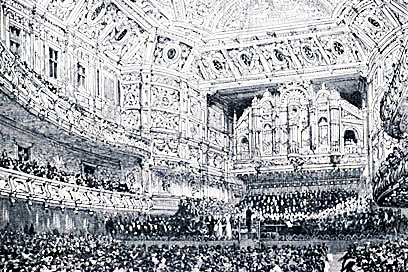
Disegno dell'interno della Queen's Hall nel 1893

La Queen's Hall è stata una sala da concerto sita al centro di Londra, inaugurata nel 1893 e amata dai londinesi fino alla sua distruzione avvenuta nel 1941 a seguito dei bombardamenti tedeschi. Essa era stata sede dei Promenade Concerts fondati da Robert Newman e Henry J. Wood nel 1895.

## La struttura
La Queen's Hall era situata a Langham Place, ed aveva un totale di 17 ingressi e uscite su tre strade (le altre due erano Riding House Street e Great Portland Street). Essa poteva ospitare circa 3.000 spettatori su di un'area di circa 2.000 m². Era considerata una sala dall'acustica perfetta ed era stata progettata da Thomas Edward Knightley utilizzando un progetto sviluppato da C. J. Phipps. Una particolarità dell'edificio era quella di avere il palco dell'orchestra a livello strada, mentre i palchi e la sala erano al livello inferiore.
La Queen's Hall colmò l'esigenza di avere una sala al centro della città. St James's Hall, vicina ad Oxford Circus, era divenuta troppo piccola ed aveva seri problemi di sicurezza. La Wigmore Hall, che aprì circa dieci anni dopo, era una sala per recital e non una sla da concerto. La Queen's Hall fu dotata di servizi moderni come un ampio parcheggio per le carrozze e le prime automobili, una sla stampa, spazi pubblici e bar ed una sala più piccola, la Queen's Small Hall da 500 posti. La sala piccola era al piano superiore ed aveva delle aperture sul tetto. I concerti della London Philharmonic Orchestra ed i Promenade Concerts, e l'ideale calda acustica, ne fecero la sala da concerto favorita dai londinesi, facendo loro dire di essa "come di un vecchio e caro amico."

## La distruzione
Il pomeriggio del 10 maggio 1941, vi fu una esecuzione del Il sogno di Geronte di Edward Elgar con Muriel Brunskill, Webster Booth, Ronald Stear diretta da Malcolm Sargent, con la London Philharmonic Orchestra e la Royal Choral Society. La notte successiva vi fu un massiccio attacco nel quale vennero seriamente danneggiati la House of Commons e molti altri edifici quali il British Museum e Westminster Abbey. Un'unica bomba incendiaria colpì la Queen's Hall, e l'auditorium fu distrutto completamente dalle fiamme. L'edificio si ridusse in un mucchio di cenere e la sola cosa a rimanere intatta fu il busto di Sir Henry Wood, emergente dal caos delle macerie. Vennero inoltre distrutti strumenti musicali per diverse migliaia di sterline.
I Promenade concerts continuarono alla Royal Albert Hall, e durante il 1942 Wood e la BBC si riconciliarono. La BBC Symphony Orchestra spostò i suoi concerti alla Bedford School. Successivamente la BBC Symphony si spostò alla Royal Festival Hall, che aprì nel 1951 durante il Festival of Britain.
Nel luogo in cui vi era la Queen's Hall vi è ora il St George's Hotel.